# Osteomalacia
Osteomalacia (osteo- osso, -malacia amolecimento) é o enfraquecimento e desmineralização de ossos maduros, geralmente devido a uma deficiência de vitamina D e cálcio (na criança essa mesma situação causa raquitismo).
O crescimento do osso normal requer um aporte adequado de cálcio e fósforo através da alimentação, mas o organismo não consegue absorver estes minerais sem que haja uma quantidade suficiente de vitamina D. O organismo obtém esta vitamina de certos alimentos e precisa de luz solar sobre a pele para processá-la adequadamente.

## Causas
A osteomalacia é geralmente causada por qualquer dos seguintes fatores, isoladamente ou em conjunto: insuficiente aporte de vitamina D na dieta (por falta de manteiga, margarina enriquecida, peixe, ovos, ou óleo de fígado de peixe), exposição ao sol insuficiente não ajuda na absorção de vitamine D ao nível do intestino, que pode ser devida a uma doença, como a doença celíaca, ou a ressecções cirúrgicas de grande parte do intestino. Entre as causas raras, contam-se a insuficiência renal, a acidose (acidez aumentada dos fluídos orgânicos) e certas doenças metabólicas hereditárias.
A osteomalacia é rara nos países desenvolvidos. As pessoas mais frequentemente afetadas são as que têm habitualmente uma alimentação pobre ou desequilibrada, os idosos e deficientes que não saem de casa todos os dias.
Outras possíveis causas incluem:
- Distúrbios do metabolismo da vitamina D;
- Insuficiência renal e acidose;
- Falta de fosfatos suficiente na dieta;
- Doença hepática;
- Doença na paratireoide;
- Efeitos colaterais dos medicamentos usados para o tratamento de convulsões;
- Tumor que prejudique direta ou indiretamente a ossificação.

## Sinais e sintomas
A osteomalacia causa dores nos ossos (osteopenia), principalmente na coluna vertebral e ossos da pernas e pélvis, fraqueza muscular e, se o teor de cálcio no sangue for muito baixo, tetania (espasmos musculares) nas mãos, pés e garganta. Quanto mais tempo nessa condição, mais frágeis os ossos se tornam.

## Diagnóstico
A osteomalacia diagnostica-se através de:
- Sintomas e sinais clínicos;
- Análises de cálcio e vitamina D no sangue e na urina;
- Raio X dos ossos;
- Biopsia dos ossos (coleta de uma amostra de osso para análise microscópica).

## Tratamento
Administração de 10000 UI de vitamina D por quatro ou seis semanas. Caso o tratamento não envolva problema hormonal ou transtornos digestivas consiste apenas na administração de uma dieta rica em vitamina D e na administração regular de um suplemento de vitamina D e cálcio. Estes suplementos habitualmente tomam-se por ingestão de preparados farmacêuticos; mas se estes não são absorvidos pelo intestino, então administram-se por via parentérica (injecções). O acompanhamento é feito através de exames de sangue mensais e pode durar 6 meses.